# ۹۱۳ (قمری)
۹۱۳ (قمری)، نهصد و سیزدهمین سال در گاهشماری هجری قمری است. اول محرم این سال برابر با بیست و سوم مه سال ۱۵۰۷ میلادی است.